# سباق الزمن فرق

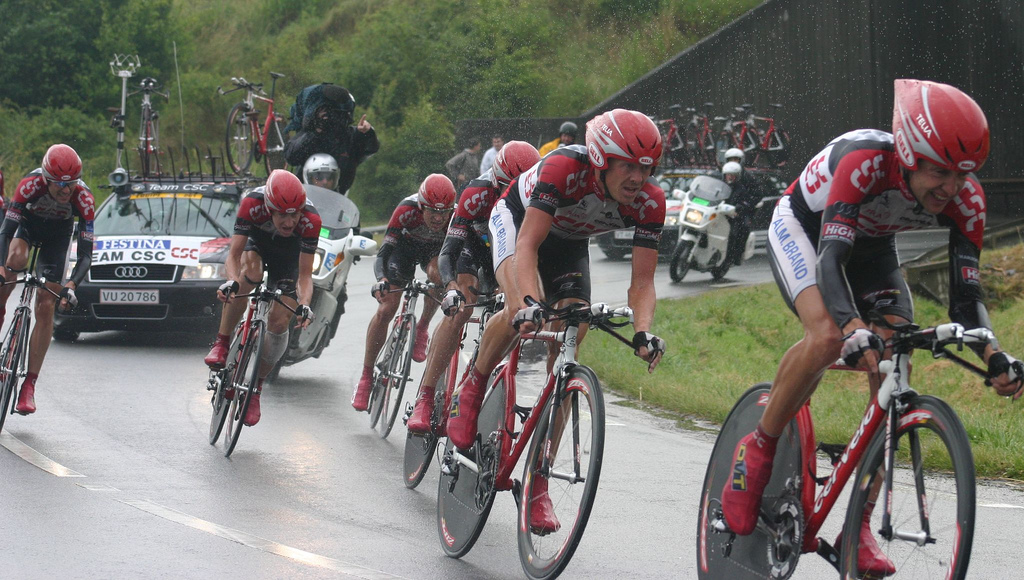
فريق CSC في سباق Tour de France 2004 ، المرحلة 4

سباق الزمن الفرق (مختصر بالانجليزي: TTT) هو فعالية من فعاليات سباق الدراجات على الطرق حيث تتسابق فرق من راكبي الدراجات ضد الساعة (انظر سباق الزمن الفردي للحصول على وصف أكثر تفصيلاً لأحداث ITT).
يتم تحديد الفريق الفائز في TTT من خلال مقارنة أوقات (عادةً) المتسابق صاحب المركز الرابع في كل فريق (على الرغم من إمكانية تحديد موضع النهاية ذي الصلة مسبقًا من قبل منظمي السباق). هذا يعني أن كل فريق سيحاول الحصول على أول أربعة ركاب (على الأقل) عبر خط النهاية في مجموعة ضيقة: إنه في الواقع من العيوب لأي متسابق أن ينتهي قبل المتسابق الرابع بوقت طويل، مثل البقاء في الخلف بشكل أسرع يمكن أن يساعد الراكب المتسابق الرابع في الحصول على وقت أسرع.
عندما يكون TTT جزءًا من سباق المرحلة، فمن الضروري منح كل متسابق وقت انتهاء يمكن تجميعه في توقيتات التصنيف العامة. ومن ثم، فإن جميع الدراجين في الفريق الذين أنهوا المجموعة الأولى يحصلون على وقت المتسابق الرابع، وأي متسابق تم إسقاطه يتم توقيته بشكل فردي بالطريقة المعتادة.
تبدأ الفرق انطلاقتها على فترات متساوية، عادة ما تكون متباعدة بين دقيقتين أو ثلاث أو أربع دقائق. عادةً ما تستند تسلسلات البداية إلى أوقات الأفراد في الأحداث السابقة، ولكن في TTTs التي يتم إجراؤها كجزء من سباق طرق متعدد المراحل (مثل Tour de France وGiro d'Italia) تبدأ الفرق الأعلى تصنيفًا عادةً في وقت لاحق. يتمتع المبتدئين في وقت لاحق بميزة معرفة الأوقات التي يحتاجون فيها للفوز (وهذا يجعل الحدث أكثر تشويقًا للمشاهدين).
على عكس سباق الزمن الفردية حيث لا يُسمح للمنافسين بـ «التتابع» خلف بعضهم البعض، في سباق الزمن الفرق، يستخدم الدراجون في كل فريق هذا كتكتيك رئيسي، حيث يأخذ كل عضو دوره في المقدمة بينما زملائه في الفريق. يسيرون في الخلف. بعد دورهم، سيتأرجح المتسابق الرئيسي، مما يسمح للمتسابق التالي بأخذ زمام المبادرة، بينما يذهب القائد إلى الجزء الخلفي من الفريق.
إذا تخطى فريق آخر، فمن المتوقع أن يتراجع الفريق المتجاوَز.

## التكتيكات والتشكيل

رسم متحرك لركوب سباق الزمن للفرق

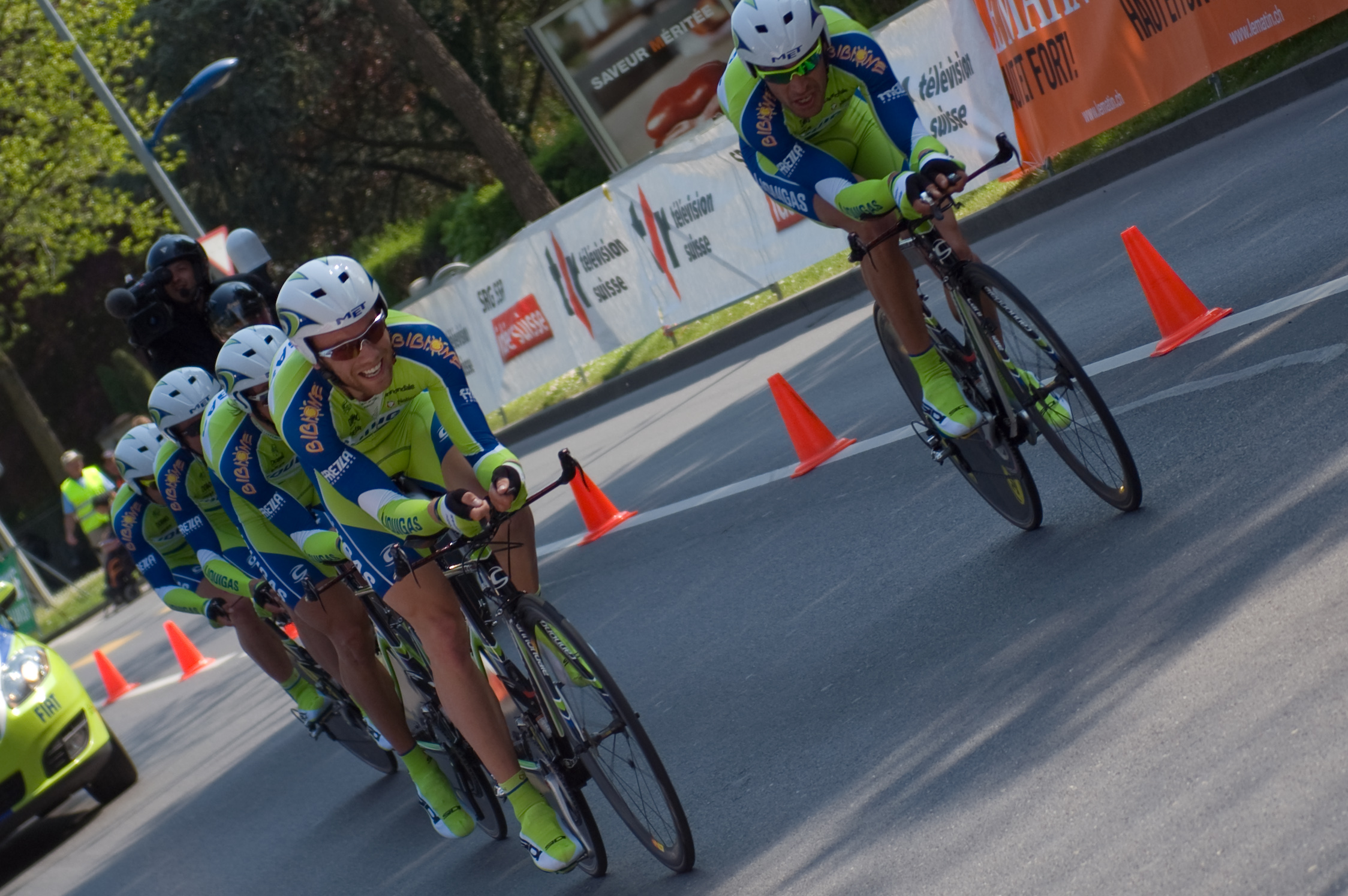
الدوران بخط وتيرة واحدة.

المبدأ الرئيسي وراء TTT هو أن عددًا قليلاً من الدراجين يمكنهم الركوب في مقدمة التشكيل أعلى بقليل من العتبة الهوائية بينما يتجول آخرون خلف هؤلاء الدراجين. ثم يقوم الدراجون بالتناوب، مما يسمح لبعض الدراجين بالتعافي أثناء التتابع خلف زملائهم الجدد. يقال إن الدراج الذي يسير في المقدمة يقوم بالسحب .
تتطلب عمليات التسريع جهودًا أكثر صعوبة، وبالتالي من المستحسن أن تكون هناك وتيرة سلسة وثابتة. لدى الدراجين المختلفين مخرجات طاقة مختلفة وعتبات لاكتات وديناميكا هوائية. من أجل موازنة الجهود من أجل عدم حرق الطاقة لدى بعض الدراجين في وقت مبكر جدًا، يأخذ الدراجون الأضعف عمليات سحب أقصر ويستغرق الدراجون الأقوى عمليات سحب أطول، وكل ذلك بنفس السرعة لتقليل التغيير في السرعة. عادة ما يدور المتسابق الذي ينهي سحبًا إلى مؤخرة التشكيل ، ويتولى المتسابق الذي كان وراء هذا الدراج المهمة. قد يستغرق المتسابق الذي يحتاج إلى مزيد من الوقت للتعافي وقتًا أطول في الجزء الخلفي من التشكيل بينما يتناوب زملائه الآخرين أمام هذا الدراج. مع زيادة السرعة المطلوبة ، يقوم الدراجون بسحب أصعب ولكن أقصر في المقدمة حتى لا يحرقوا طاقتهم.
يعد اختيار التشكيل أمرًا حاسمًا لأداء الفريق لأنه يحدد مدى سرعة دوران الدراجين. التشكيلان الأكثر شيوعًا هما خط الحركة الفردي وخط السرعة المزدوج . في خط سرعة واحد، يستغرق الدراجون عمليات سحب أطول. في كثير من الأحيان، يكون خط السير المزدوج مرغوبًا لأن كل متسابق يأخذ سحب أقصر، وبالتالي يمكن الحفاظ على وتيرة أعلى. هذا هو السبب وراء ظهور خطوط السرعة المزدوجة في كثير من الأحيان في نهاية حدث TTT عندما تقترب الفرق من خط النهاية.
غالبًا ما يعتمد وقت الانتهاء المسجل في سباق الزمن للفرق على المتسابق N من ذلك الفريق. على سبيل المثال، في سباقات المرحلة مثل طواف فرنسا أو طواف إيطاليا، يعتمد وقت الانتهاء على المتسابق الخامس للفريق، من إجمالي 9 متسابقين لكل فريق. لذلك، قد يختار الفريق أن يقوم عدد قليل من دراجيه بسحب الموت قرب نهاية حدث TTT ، حيث يقوم الدراجون بأقصى قوة في المقدمة قدر الإمكان من أجل مقاومة السرعة على حساب الإجهاد أنفسهم دون أمل في التمسك بمؤخرة التشكيل للتتابع. ثم يتراجعون ويتركون بقية الفريق لإنهاء سباق الزمن.

## سباق الزمن للفرق المحترفة
على المستوى الاحترافي، غالبًا ما تكون فرق ركوب الدراجات مصحوبة بممرات للدراجات النارية وسيارات الفريق والمراقبين الرسميين. في سباق المرحلة الكبرى، سيشمل TTT جميع الأعضاء المتبقين في الفريق، مع الوقت المستغرق، على سبيل المثال، عندما يتجاوز الراكب الخامس الخط. يشجع هذا الفريق على الاحتفاظ بالحد الأدنى معًا؛ كلما زاد عدد ركاب الفريق، زادت إمكانية مشاركة مهمة تحديد السرعة؛ قد تضحي بعض الفرق بالراكبين الأضعف للحفاظ على وتيرة أعلى، أو قد يبذل الدراجون الأقوياء جهودًا أكبر في الجزء الأول من الدورة لمنح فريقهم بداية جيدة قبل التراجع عن السرعة والانتهاء بمفردهم.

## سباق الزمن للفرق في سباقات المراحلتجارب وقت الفريق في سباقات المسرح
في سباق المرحلة، تتكون الفرق عادة من عدة أعضاء. يُنسب إلى كل عضو في الفريق وقت عضو الفريق رقم N لعبور خط النهاية؛ عادة ما يكون هذا بعد العضو المتوسط في فريق مكون من تسعة أشخاص (على سبيل المثال، العضو الرابع من أصل ثمانية أعضاء في فريق في سباق فرنسا للدراجات اعتبارًا من 2018). ومع ذلك، إذا تم إسقاط متسابق من المجموعة الرئيسية للفريق في الدورة، وانتهى بشكل منفصل في المركز (N + 1) أو بعد ذلك، فسيحصل المتسابق الذي تم إسقاطه على وقته الفعلي، وليس وقت المتسابق الخامس. هذا يعني أنه غالبًا ما تكون هناك قرارات صعبة يجب اتخاذها فيما يتعلق بالتراجع عن قائد الفريق، ويمكن أن تحدث الفوضى غالبًا إذا لم يتم وضع القواعد الأساسية من قبل مدير الفريق.
اتفاقية «الراكب (N + 1)» (هو قائد الفريق الأقوى بكثير من زملائه في الفريق) تمنعه من السير بمفرده وتحديد وتيرة من شأنها أن تمنح زملائه الأضعف في الفريق دفعة غير عادلة في التصنيف العام. تقليديا، تلقى كل فريق الوقت المحدد الذي سجله في تلك المرحلة.
لمدة عامين، بدءًا من سباق فرنسا للدراجات عام 2004 ، كان الفريق الوحيد الذي حصل على وقته الفعلي في سباق فرنسا للدراجات هو الفريق الفائز؛ تلقت الفرق المتأخرة في أسوأ الأحوال عقوبات زمنية محددة بناءً على وضعهم في تلك المرحلة - على سبيل المثال، قد يخسر المتسابقون في الفريق الذي انتهى بفارق ست دقائق عن الفائز ثلاث دقائق فقط في التصنيف العام. وفقًا لهذه القاعدة، فإن أي فريق ينتهي خلال 30 ثانية من الفريق الفائز سيكسب وقته الفعلي. حدث هذا في 2005 ، حيث أنهى فريق CSC ثانيتين خلف فريق Lance Armstrong 's Discovery Channel في سباق الزمن للفرق في ذلك العام. مع عودة سباق الزمن للفرق في سباق Tour de France لعام 2009 ، لم يتم الاحتفاظ بهذا التغيير في القاعدة. كان سباق الزمن للفرق في عام 2009 أقصر بحوالي 30 كيلومترًا من ذلك المحدد في إصدار 2005.
إذا بدأ السباق على مراحل مع سباق الزمن للفرق، فسيتم منح قميص القائد للمتسابق الذي أنهى السباق أولا للفريق الفائز.

### اسرع سباق زمن للفرق في الطواف الكبير
كانت أسرع سباق زمن للفرق في سباق فرنسا للدراجات بواسطة Orica-GreenEDGE في عام 2013 خلال 25 كم سباق زمن للفرق حول نيس. بلغ متوسط سرعة اوريكا-غرين ادج 57.84 كم / ساعة (35.94) ميل في الساعة) وفازو بالمرحلة، مع حصول سيمون جيرانس على القميص الأصفر. ومع ذلك، لم يتم إجراء سباق الزمن للفرق في الطواف من عام 2006 حتى عام 2008. تضمنت طواف فرنسا لعام 2009 39 كم سباق زمن للفرق.
قائمة
1. أوريكا جرينيدج 57.841 كم / ساعة نيس - نيس (25 كم) 2013
2. فريق قناة ديسكفري 57.324 كم / ساعة تور - بلوا (67.5 كم) 2005
3. فريق CSC بسرعة بلغت 57.298. كم / ساعة تور - بلوا (67.5 كم) 2005
4. فريق جامبو - فيسما 57.202 كم / ساعة قصر بروكسيل الملكي - أتوميوم بروكسل (27.6 كم) 2019
5. جويس - بلان 54.930 كم / ساعة مايين - الينكون (67 كم) 1995
6. كاريرا 54.610 كم / ساعة برلين (40.5 كم) 1987

## مسابقة سباق الزمن للفرق في المملكة المتحدة
من عام 1970 إلى عام 1999، تنافست فرق نادي هواة ركوب الدراجات في المملكة المتحدة، ويتألف كل منها من أربعة دراجون، في بطولة وطنية سنوية تمتد على دورات بطول 100 كيلومتر (تم تحقيق الرقم القياسي للبطولة وهو 2:00:07 في عام 1993 من قبل فريق من North Wirral Velo والذي ضم كريس بوردمان). أعيد تشكيل البطولة في عام 2004، حيث تنافست فرق من ثلاثة دراجون في دورات مسافتها فوق 50  كم (فاز فريق Recycling.co.uk بحدث 2005 بزمن قدره 1:01:20).
تحظى سباقات الزمن للفرق بشعبية أيضًا خلال الأجزاء الأولى من الموسم التقليدي من مارس إلى سبتمبر، على الرغم من أنه من المرجح أن يتنافس المتسابقون في فرق من فريقين أو ثلاثة؛ ستميل إلى أن تكون المسافات 10 أو 25 ميلاً.
يعد Grand Prix des Gentlemen حدثًا فريدًا بالنسبة للمملكة المتحدة، وهو حدث خاص جدًا، وفريدًا إلى حد ما في سباق الزمن الثنائي. أقيم لأول مرة في عام 1970 واستند إلى سباق الدراجات الباريسي "Gentlemen à Aulnay". يجب أن تضم الفرق المشتركة من متسابقان مخضرمان (فوق سن الأربعين)، يُصنف على أنه «الرجل المحترم»، والراكب الآخر هو متحكم السرعة. لا يُسمح للرجل المحترم بالمرور حتى 200 ياردة من خط النهاية. يعد هذا حدثًا مليئًا بالتحديات وغالبًا ما يقوم الراكب الأكبر سنًا ببذل قصارى جهده للحفاظ على خط السرعة لتوفير الطاقة والتأكد من قدرته على المساهمة في السحب النهائي. في الماضي، كان الدراجون مثل كريس بوردمان، وبرادلي ويغينز ومايكل هاتشينسون ، قد تسابقوا في هذا الحدث باعتباره متحكمي سرعة، بينما كان متسابق طواف فرنسا شون ياتيس هو المتحم وكذلك `` الرجل المحترم ''.